# Lista de canções número um na Brasil Hot 100 Airplay em 2017
Esta é uma lista de canções que atingiram o número um da tabela musical Brasil Hot 100 Airplay em 2017. A lista é publicada semanalmente pela revista Billboard Brasil, que divulga as cem faixas mais executadas nas estações de rádios do país a partir de dados recolhidos pela empresa Crowley Broadcast Analysis. As músicas, de repertório nacional e internacional e de variados gêneros, são avaliadas através da grade da companhia supracitada, que compreende as cidades de São Paulo, Rio de Janeiro, Campinas, Ribeirão Preto, Brasília, Belo Horizonte, Curitiba, Porto Alegre, Recife, Salvador, Florianópolis, Fortaleza, Goiânia, Campo Grande, Cuiabá e as mesorregiões do Triângulo Mineiro, Vale do Paraíba e Litoral Paulista.

## Histórico
| † | Indica o single mais executado de 2017. |

| Data            | Canção                               | Artista                                 | Ref.   |
| --------------- | ------------------------------------ | --------------------------------------- | ------ |
| 2 de janeiro    | "Eu Sei de Cor"                      | Marília Mendonça                        | [ 1 ]  |
| 9 de janeiro    | "Eu Sei de Cor"                      | Marília Mendonça                        | [ 2 ]  |
| 16 de janeiro   | "Eu Sei de Cor"                      | Marília Mendonça                        | [ 3 ]  |
| 23 de janeiro   | "Malbec"                             | Henrique & Diego part. Dennis DJ        | [ 4 ]  |
| 30 de janeiro   | "Você Faz Falta Aqui"                | Maiara & Maraisa                        | [ 5 ]  |
| 6 de fevereiro  | "Solteiro Apaixonado"                | Marcos & Belutti                        | [ 6 ]  |
| 13 de fevereiro | "Cadeira de Aço"                     | Zé Neto & Cristiano                     | [ 7 ]  |
| 20 de fevereiro | "Lá Se Foi o Boi com a Corda"        | Bruno & Barretto part. DJ Kévin         | [ 8 ]  |
| 27 de fevereiro | "Vidinha de Balada"                  | Henrique & Juliano                      | [ 9 ]  |
| 6 de março      | "Acordando o Prédio"                 | Luan Santana                            | [ 10 ] |
| 13 de março     | "Acordando o Prédio"                 | Luan Santana                            | [ 11 ] |
| 20 de março     | "Acordando o Prédio"                 | Luan Santana                            |        |
| 27 de março     | "Sorte Que Cê Beija Bem"             | Maiara & Maraisa                        | [ 12 ] |
| 3 de abril      | "Enquanto Eu Brindo Cê Chora"        | Bruno & Marrone                         | [ 13 ] |
| 10 de abril     | "Amante Não Tem Lar"                 | Marília Mendonça                        | [ 14 ] |
| 17 de abril     | "Eu Era"                             | Marcos & Belutti                        |        |
| 24 de abril     | "Forró e Paixão"                     | Eduardo Costa                           |        |
| 1 de maio       | "Acordando o Prédio"                 | Luan Santana                            |        |
| 8 de maio       | "Sorte Que Cê Beija Bem"             | Maiara & Maraisa                        |        |
| 15 de maio      | "Abre o Portão Que Eu Cheguei"       | Gusttavo Lima                           |        |
| 22 de maio      | "Mordida, Beijo e Tapa"              | Naiara Azevedo                          |        |
| 29 de maio      | "Eu Era"                             | Marcos & Belutti                        |        |
| 5 de junho      | "Eu Era"                             | Marcos & Belutti                        |        |
| 12 de junho     | "Eu Era"                             | Marcos & Belutti                        |        |
| 19 de junho     | "Eu Era"                             | Marcos & Belutti                        |        |
| 26 de junho     | "Eu Era"                             | Marcos & Belutti                        |        |
| 3 de julho      | "Eu Era"                             | Marcos & Belutti                        |        |
| 10 de julho     | "Raspão"                             | Henrique & Diego part. Simone & Simaria |        |
| 17 de julho     | "Relógio"                            | Gustavo Mioto                           |        |
| 24 de julho     | "Na Conta da Loucura"                | Bruno & Marrone                         |        |
| 31 de julho     | "Regime Fechado"                     | Simone & Simaria                        | [ 15 ] |
| 7 de agosto     | "Amigo Taxista"                      | Zé Neto & Cristiano                     |        |
| 14 de agosto    | "Ar Condicionado no 15"              | Wesley Safadão                          | [ 16 ] |
| 21 de agosto    | "Aquela Pessoa"                      | Henrique & Juliano                      |        |
| 28 de agosto    | "Ar Condicionado no 15"              | Wesley Safadão                          | [ 17 ] |
| 4 de setembro   | "Avisa Que Eu Cheguei"               | Naiara Azevedo part. Ivete Sangalo      |        |
| 11 de setembro  | "Ar Condicionado no 15"              | Wesley Safadão                          | [ 18 ] |
| 18 de setembro  | "Bengala e Crochê"                   | Maiara & Maraisa                        |        |
| 25 de setembro  | "De Quem é a Culpa?"                 | Marília Mendonça                        |        |
| 2 de outubro    | "Eu Vou Te Buscar (Cha La La La La)" | Gusttavo Lima part. Hungria Hip Hop     |        |
| 9 de outubro    | "Bengala e Crochê"                   | Maiara & Maraisa                        |        |
| 16 de outubro   | "Eu Vou Te Buscar (Cha La La La La)" | Gusttavo Lima part. Hungria Hip Hop     |        |
| 23 de outubro   | "Eu Vou Te Buscar (Cha La La La La)" | Gusttavo Lima part. Hungria Hip Hop     |        |
| 30 de outubro   | "Saudade"                            | Eduardo Costa                           |        |
| 6 de novembro   | "Eu Vou Te Buscar (Cha La La La La)" | Gusttavo Lima part. Hungria Hip Hop     |        |
| 13 de novembro  | "Eu Vou Te Buscar (Cha La La La La)" | Gusttavo Lima part. Hungria Hip Hop     |        |
| 20 de novembro  | "Eu Vou Te Buscar (Cha La La La La)" | Gusttavo Lima part. Hungria Hip Hop     |        |
| 27 de novembro  | "Eu Vou Te Buscar (Cha La La La La)" | Gusttavo Lima part. Hungria Hip Hop     |        |
| 4 de dezembro   | "Eu Vou Te Buscar (Cha La La La La)" | Gusttavo Lima part. Hungria Hip Hop     |        |
| 11 de dezembro  | "Bengala e Crochê"                   | Maiara & Maraisa                        |        |
| 18 de dezembro  | "Eu Vou Te Buscar (Cha La La La La)" | Gusttavo Lima part. Hungria Hip Hop     |        |
| 25 de dezembro  | "Eu Vou Te Buscar (Cha La La La La)" | Gusttavo Lima part. Hungria Hip Hop     |        |